# Women Without Men
Women Without Men (persisch زنان بدون مردان / Zanān bedun-e mardān) ist der erste Spielfilm der iranischstämmigen Fotografin und Videokünstlerin Shirin Neshat aus dem Jahr 2009. Das Drama ist eine Verfilmung des gleichnamigen Romans von Shahrnush Parsipur und erzählt von den Schicksalen mehrerer iranischer Frauen zur Zeit des Militärputsches im Jahr 1953.
Der Film wurde im Wettbewerb der 66. Filmfestspiele von Venedig uraufgeführt. Der Kinostart im deutschsprachigen Raum folgte am 1. Juli 2010.

## Handlung
Der Film beginnt mit dem Sturz von Munis (Shabnam Tolouei), einer der vier Hauptdarstellerinnen, vom Dach des Hauses, in dem sie bei ihrem Bruder lebt. Darin, sich das Leben zu nehmen, sieht sie den einzigen Ausweg aus einem Leben unter der Kontrolle ihres strenggläubigen Bruders oder irgendeines Mannes, an den er sie verheiratet. Es folgt eine Rückblende, wenige Stunden oder Tage zurück, als sie, wie so oft, in einem Zimmer des Hauses vor dem Radio sitzt und die Nachrichtensendungen mitverfolgt. Der Ort ist Irans Hauptstadt Teheran im Jahr 1953. Der demokratisch gewählte Premierminister Mohammad Mossadegh, der die iranischen Ölvorkommen nationalisierte, um das Land aus dem Einflussbereich westlicher Mächte zu führen, gerät immer stärker unter Druck. Britische Kriegsschiffe blockieren das Auslaufen iranischer Öltanker. Munis' Bruder stürmt in das Zimmer, befiehlt ihr das Gerät auszuschalten und sich darauf vorzubereiten, dass ein Mann kommen würde, der sie vielleicht heiraten wolle, wofür sie mit ihren knapp 30 Jahren dankbar sein sollte. Sie ignoriert ihn, woraufhin er das Kabel aus dem Radio reißt und droht, ihr die Beine zu brechen, sollte sie es wagen, das Haus zu verlassen.
Zur gleichen Zeit wird andernorts in der Stadt die junge Prostituierte Zarin (Orsi Tóth) von der Betreiberin des Bordells, gespielt von der Autorin der Buchvorlage Shahrnush Parsipur, angetrieben, einem Mann nach dem anderen zur Verfügung zu stehen. Sie lässt das lustlos, traurig und zunehmend angeekelt über sich ergehen. Während ein neuer Kunde mit der Hand über ihre Arme und ihr Gesicht streicht, blickt sie, innerlich völlig abwesend, aus dem Fenster. Als sie den Kopf wendet, um ihn anzusehen, ist da kein Gesicht, keine Augen, kein Mund, nur eine anonyme, undefinierbare, wie zugewachsene Fläche. Entsetzt springt sie auf, wirft ein Kleid und einen Tschador über und stürmt aus dem Bordell. Sie irrt durch die Straßen, stolpert durch eine Moschee und geht schließlich in ein Badehaus. Vorerst ohne wie die anderen Frauen das Badetuch abzulegen, beginnt sie sich zu waschen. Das Reiben mit dem Waschlappen wird immer intensiver, bis sie nackt auf dem Boden kniet und sich blutig scheuert, wie um ihre besudelte Haut wegzureiben.
Wiederum andernorts in Teheran wohnt die gebildete und kunstbegeisterte Fakhri (Arita Shahrzad) der Verleihung einer hohen Auszeichnung an ihren langjährigen Ehemann, einen General der Armee, bei. Am Rande des anschließenden Empfangs trifft sie einen Jugendfreund wieder, der lange im Westen gelebt hat, und ist geschmeichelt von seinen galanten Umgangsformen. Er erinnert sie an ihre Jugendzeit, als sie bekannt war für ihre schöne Singstimme und Gedichte verfasste. Danach, allein zu Hause mit ihrem Mann, kommt es zum Streit, weil sie die Enge nicht mehr ertragen kann und angewidert ist von seinen Andeutungen, dass er das Recht hätte, sich nach jungen Geliebten umzusehen, weil sie langsam alt würde. Später trifft sie sich mit ihrem alten Freund in einer Gaststätte und er stellt sie der Tischgesellschaft vor, einer Gruppe von Intellektuellen und Künstlern. In ihr reift der Entschluss, ihren Mann zu verlassen und sich auf ein Gut etwas außerhalb der Stadt zurückzuziehen.
Mittlerweile bekommt Munis im Haus ihres Bruders Besuch von ihrer Freundin Faezeh (Pegah Ferydoni). Während Munis über die politischen Entwicklungen sprechen möchte, gehören alle Gedanken Faezehs nur dem Bruder ihrer Freundin, weil der in Kürze eine andere Frau heiraten wird. Dabei wünschte sie, er hätte sie gewählt. Er bietet ihr an, sie nach dem Gebet nach Hause zu begleiten, da die Straßen wegen der politischen Demonstrationen unsicher seien. Als die beiden das Haus verlassen, finden sie dort den reglosen Körper von Munis, die sich vom Dach gestürzt hat. Er trägt seine Schwester ins Haus, legt sie im Innenhof auf den Boden und macht ihr Vorwürfe, wie sie nur solche Schande über ihn bringen konnte. Danach verscharrt er sie in der Erde des Gartens.
Inzwischen hat Zarin das Badehaus verlassen und wandert scheinbar ziellos durch die Straßen. Sie lässt auf einer staubigen Landstraße zwischen ebenso trockenen Feldern die Stadt mit dem Verkehrsgewirr und den Demonstrationen hinter sicher und erreicht, einem Bach folgend, zuletzt eine Steinmauer. Durch eine Lücke schlüpft sie hinein, den Tschador draußen zurücklassend, und betritt einen dicht mit Bäumen, Büschen und Unterholz bewachsenen Garten, in dem Vögel singen.
Faezeh, ebenso verzweifelt über den Tod ihrer Freundin wie über die Hochzeitspläne des heimlich von ihr begehrten Bruders, geht zu einer alten Frau, die für sie einen Talisman macht, den sie mit einem Zauber belegt. Er soll, im Garten des Mannes vergraben, dafür sorgen, dass Faezehs Wünsche in Erfüllung gehen. Sie schleicht zurück in sein Haus, wo bereits die Hochzeitsvorbereitungen getroffen werden. Unbemerkt macht sie sich daran, den Talisman nahe der Stelle zu vergraben, wo ihre Freundin vergraben liegt. Da hört sie auf einmal deren Stimme, die sie ruft und stöhnt, weil sie keine Luft bekommt. Erschrocken macht sie sich daran, Munis auszugraben. Die schlägt tatsächlich die Augen auf, steht auf, geht wenige Schritte und steigt in das Wasserbecken des Gartens. Zusammen verlassen die beiden wenig später das Haus und gehen in die Stadt. Munis betritt ein Café und setzt sich vor ein Radio, um Nachrichten zu hören. Faezeh versucht sie davon abzuhalten, da solche Gaststätten ausschließlich Männern vorbehalten sind, und bleibt draußen. Sie geht weg. Zwei Männer aus dem Café folgen ihr. Als Munis sie später wieder findet, kauert ihre Freundin weinend und verzweifelt in einem Hauseingang. Die Männer haben sie vergewaltigt. Gemeinsam brechen sie auf und Munis führt Faezeh zu eben jenem Garten außerhalb der Stadt, in dem bereits Zarin Zuflucht genommen hat. Sie selbst kehrt zurück nach Teheran, wo sie sich einer Gruppe kommunistischer Aktivisten anschließt, die gegen die westliche Intervention und für die Politik Mossadeghs eintreten. So wird sie selbst Teil der Demonstrationszüge.
Der Garten gehört zu jenem Anwesen, das Fakhri gekauft hat, um sich dorthin zurückzuziehen. Bei einem Spaziergang findet sie Zarin, die wie leblos rücklings in einem Teich treibt. Mit Hilfe des alten Gärtners der, wie er erklärt, schon so lange dort lebt, wie er sich erinnern kann, bringt sie die junge Frau ins Haus und pflegt sie gesund. Während Zarin sich ausruht, richtet Fakhri sich ein, wobei sie die alten Lieder ihrer Jugend singt. Davon angelockt kommt auch Faezeh ins Haus und auch sie wird von der Hausherrin willkommen geheißen.
In der Stadt findet derweil der vom britischen Geheimdienst MI6 und der amerikanischen CIA unterstützte Militärputsch statt. Mossadegh wird gestürzt und die neue Regierung übernimmt, gestützt auf das Militär, die Macht. Munis wird Zeugin, als ein Freund aus ihrer Gruppe während einer Razzia auf der Flucht einen jungen Soldaten ersticht. Erschüttert beweint sie den sinnlosen Tod des jungen Mannes.
Abends veranstaltet Fakhri auf ihrem neuen Anwesen ein Fest, zu dem sie all ihre Freunde einlädt. Auch ihr Jugendfreund und dessen Bekannte kommen, ebenso seine junge amerikanische Verlobte. Man unterhält sich über Philosophie und Kunst, es wird gegessen und musiziert. Politik ist, obwohl durchaus gegensätzliche Ansichten aufeinanderprallen, nur ein Nebenthema. Doch das Fest wird jäh unterbrochen, als eine Gruppe Soldaten eintrifft, die zuerst das Haus durchsuchen und sich dann an der reich gedeckten Tafel bedienen. Die Festgäste stehen schweigend daneben, bis ein Musiker seine Oud anschlägt, vom befehlshabenden Offizier aufgefordert wird zu spielen und ein im Iran weithin bekanntes Lied anstimmt. In der Folge wird die Stimmung gelöster und die Soldaten werden Teil der Festgesellschaft. Schließlich singt auch Fakhri selbst ein Lied. Als sie endet und die Gäste ihr applaudieren, entdeckt sie in der Tür zur Veranda Faezeh, die dort mit Tränen in den Augen steht. Sie war im Zimmer Zarins gewesen, die wenige Momente zuvor gestorben war. Während die Gastgeberin ans Totenbett geht, verschwindet Faezeh im Garten. Am nächsten Morgen tritt Fakhri vor ihr neues Haus. Die Gäste sind gegangen, nur noch die benutzten Teller und Gläser erinnern an deren Anwesenheit. In der Stadt wurde der Widerstand der Demonstranten blutig niedergeschlagen.

## Entstehungsgeschichte

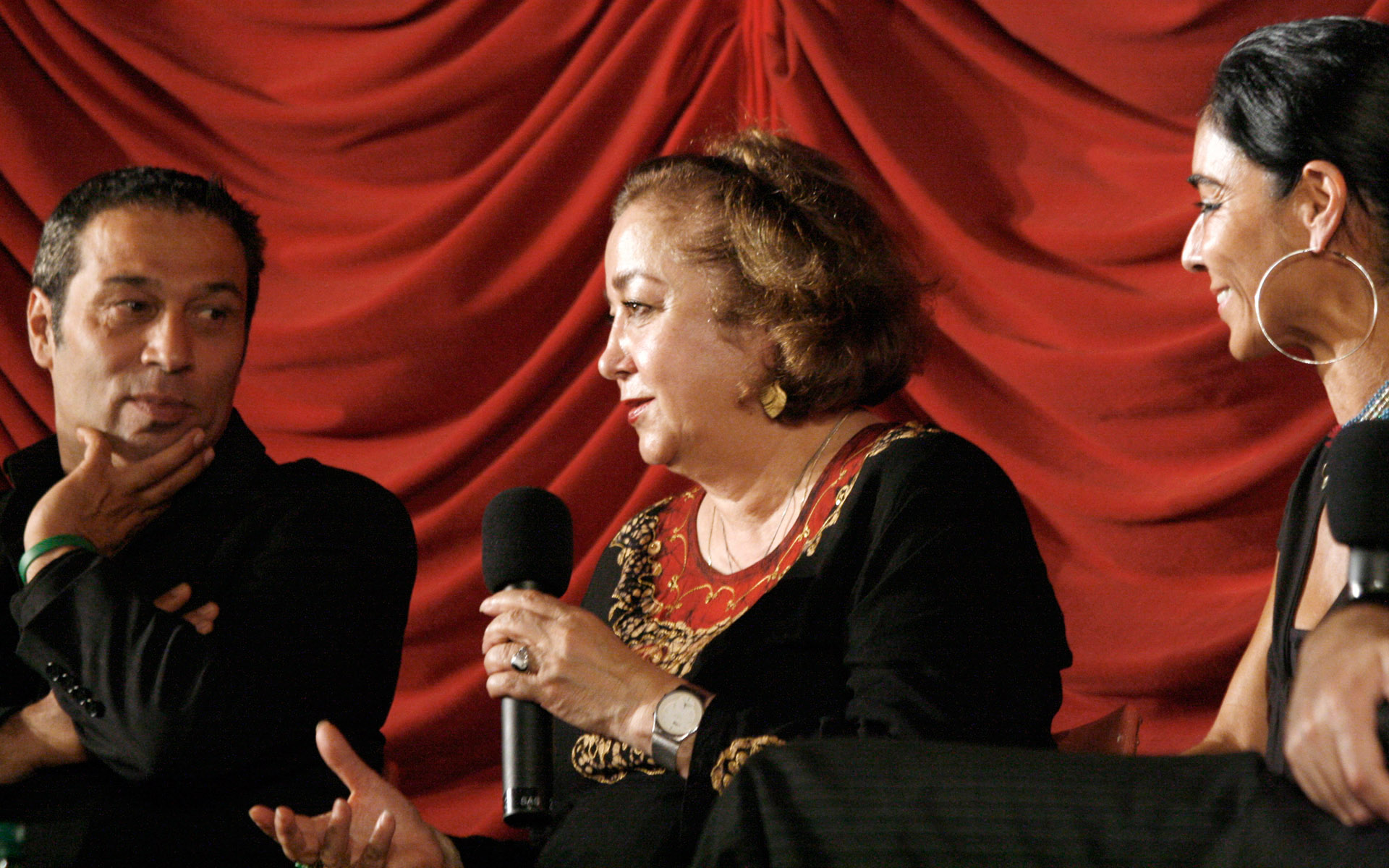
Shoja Azari, Shahrnush Parsipur, Shirin Neshat (v. l. n. r., 2010)

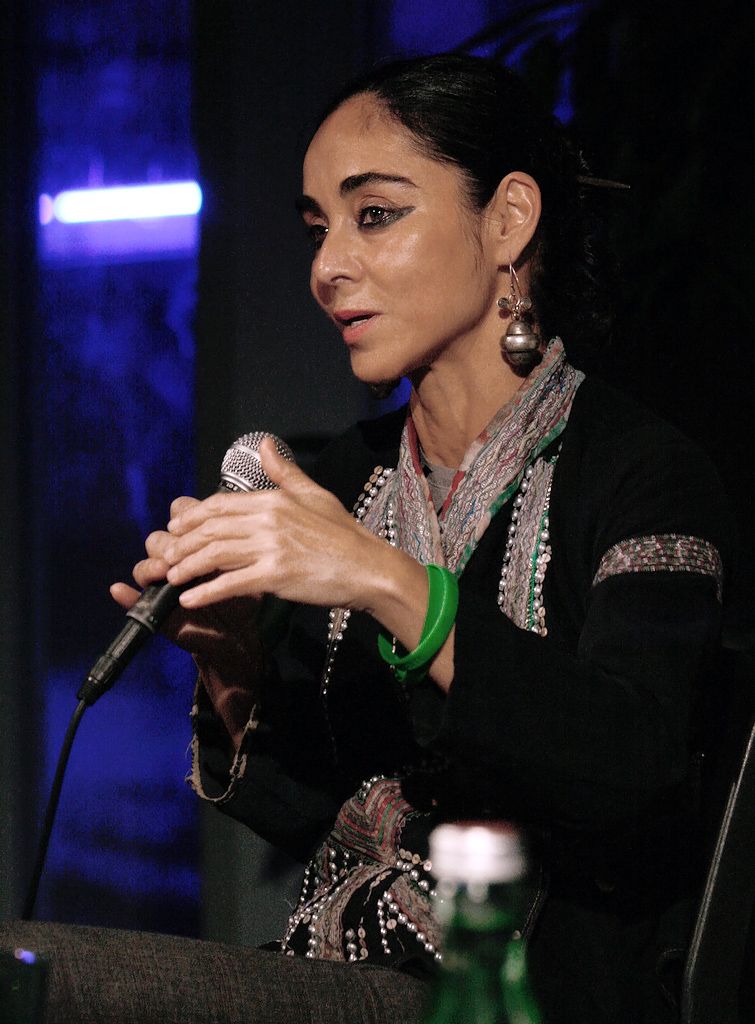
Shirin Neshat (Viennale 2009)

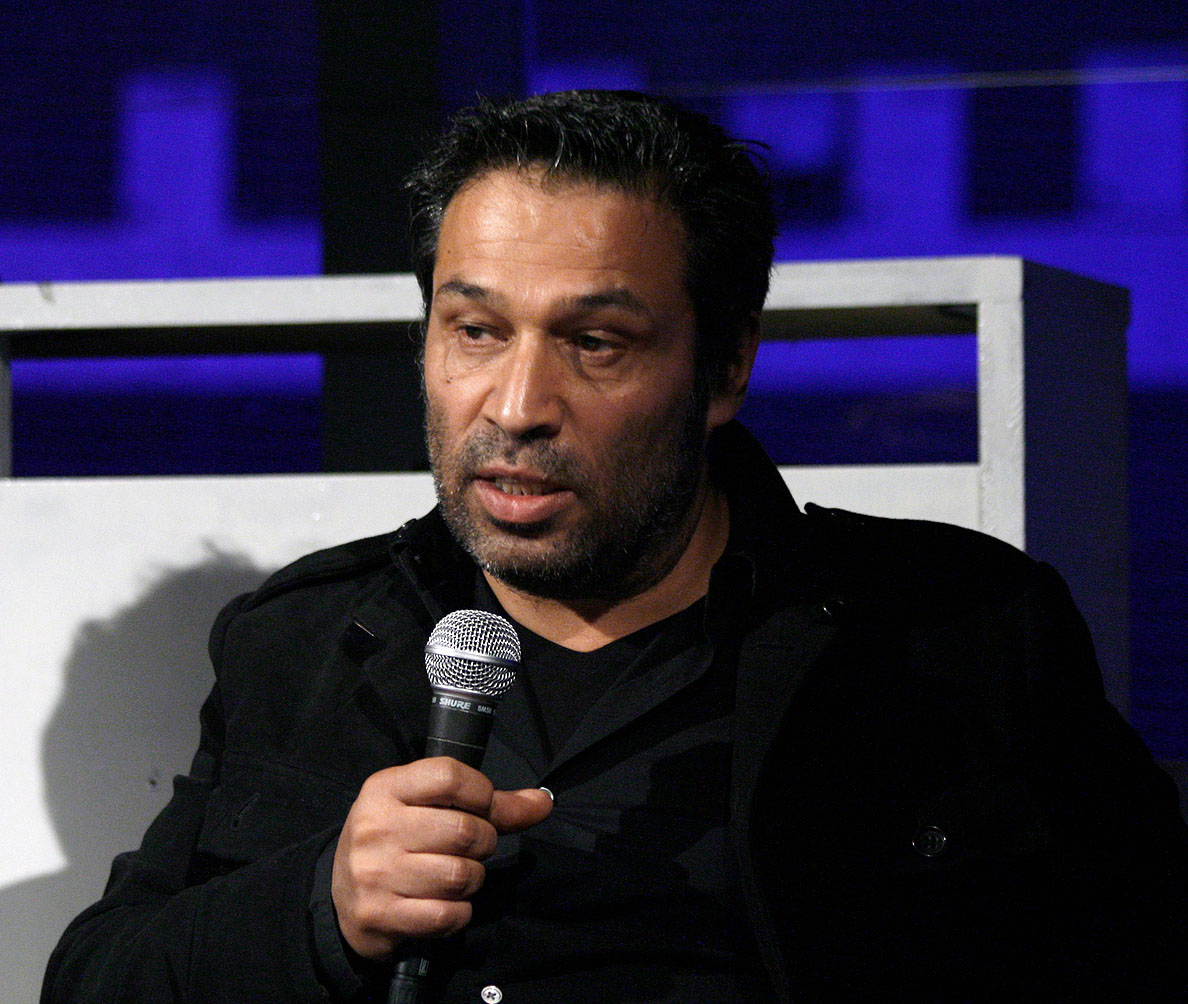
Shoja Azari (Viennale 2009)

Die Handlung basiert auf dem 1990 erschienenen gleichnamigen Roman der Iranerin Shahrnush Parsipur, die heute in den USA lebt. Den Titel hatte sie als Gegenentwurf zu Ernest Hemingways 1927 erschienener Kurzgeschichtensammlung Men Without Women gewählt. In ihrem Werk beschäftigt sich die Schriftstellerin offen mit Fragen der kulturellen und geschlechtlichen Unterdrückung, weshalb sie in ihrem Heimatland aufgrund von politischen Dissens viermal zu einer Gefängnisstrafe verurteilt wurde. Der Roman, der im Iran auf dem Index steht, erschien 1998 unter dem Titel Women without Men: A Novella in den USA, wo Parsipur für die fünf nebeneinander gestellten Geschichten mit märchenhaften und fabulistischen Elementen Lob seitens der Kritiker beschieden war. Die Technik der verknüpften Geschichten nimmt die Autorin selbst als „eine Form, die Innovation und Kontinuität mit gleicher Kraft gegeneinander spielen lässt“ wahr und findet sich häufig im Werk von Parsipur.
Der Roman wurde von Diana Bigelow und Jim Stapleton für ein Theaterstück adaptiert. Anfang der 2000er Jahre nahm sich die in New York lebende iranischstämmige Fotografin und Videokünstlerin Shirin Neshat Parsipurs Werk und der fünf Frauenporträts an. Neshat, Tochter wohlhabender Eltern, hatte als 17-Jährige den Iran verlassen, um in den USA Kunst zu studieren. Erst 1990 kehrte sie vorübergehend in ihr Heimatland zurück, lebt aber seit 1996 im Westen. Die dortigen Erfahrungen inspirierten Neshat zur schwarzweißen Fotoserie Women of Allah (1993–1997), die sie international bekannt machte.
Die ersten beiden farbigen Filme über die Lehrerin Mahdokht und die Kinderprostituierte Zarin wurden unter anderem von September bis Dezember 2005 in Berlin gezeigt. Neshat gefiel an dem Buch nicht zuletzt die Komponente des magischen Realismus: „Der Garten ist ein Ort des Exils, der Flucht, er ist völlig zeitlos. Fast wie ein Garten Eden – ein Ort von Unschuld und Erkenntnis. Das Buch ist auch visuell sehr stark, es hat Poesie. Ich nahm alles aus dem Buch, was ich mochte und kombinierte es neu. Grundsätzlich habe ich das Politische etwas erweitert, und den Surrealismus, die Magie etwas reduziert. Das Buch ist durchzogen von produktiven Gegensätzen, die mich angezogen haben: Stadt-Land, Geschichte-Zeitlosigkeit, Natur-Kultur – das ist sehr konzeptionell, und ähnelt meiner bisherigen eigenen Arbeit“, so Neshat.
Den Spielfilm, an dem die Künstlerin nach eigenen Angaben sechs Jahre arbeitete und der mit deutschen, österreichischen und französischen Geldern finanziert wurde, stellte sie 2009 fertig. Die Dreharbeiten fanden in Marokko statt. Er beinhaltet nur vier der fünf weiblichen Hauptcharaktere des Buches. Mahdokht ist, wenn auch Teile ihrer Erzählung auf andere Frauen übertragen wurden, nicht selbst Teil der Geschichte. Neshat erklärt dazu, dass sie zwar die magischen und phantastischen Elemente beibehalten wollte, die Geschichte Mahdokhts, die sich im Buch in einen Baum verwandelt, diese Seite aber überbetont hätte. Auch für den wie Neshat aus dem Iran stammenden und im Exil lebenden Koautor Shoja Azari war es wichtig, den politischen Aspekt des Filmes deutlich herauszuarbeiten. Es ging auch darum, mit dem Film der Propaganda der religiösen Machthaber im Iran entgegenzutreten, die bemüht sind, das Land als immer schon tief religiös bestimmt darzustellen und auch alle revolutionären Bewegungen der Vergangenheit auf ein klerikales Fundament zu stellen. Besondere Aktualität erlangte dieses Anliegen der Filmemacher durch die Proteste nach den iranischen Präsidentschaftswahlen 2009, die zeitlich mit der Fertigstellung des Filmes zusammenfielen. Die Hauptanliegen Neshats und Azaris waren, wie sie erklären, einerseits die säkulare, gebildete und bei allem Streben nach Selbstbestimmung auch weltoffene Seite der iranischen Gesellschaft zu zeigen, die seit der Islamischen Revolution 1979 unterdrückt wird. Anderseits sollte auch dem stereotypen Bild des Iran im Westen entgegengewirkt werden, wo das Land insbesondere seit den Terroranschlägen am 11. September 2001 oft nur noch als der klerikale Staat der Mullahs betrachtet und dargestellt wird, was der Vielschichtigkeit der iranischen Gesellschaft nicht gerecht wird.
Ihren Film widmeten sie folglich den iranischen Opfern demokratischer Aufstände der vergangenen hundert Jahre. So ist auch im Abspann die Widmung an all jene zu lesen, die daran beteiligt waren, „von der Verfassungsrevolution im Jahr 1906 bis zur Grünen Bewegung des Jahres 2009“.

## Rezeption
Der Film feierte seine Uraufführung am 9. September 2009 auf den 66. Filmfestspielen von Venedig, wo Women Without Men als deutscher Beitrag im Wettbewerb um den Goldenen Löwen vertreten war. Mehrheitlich lobte die deutsche Fachpresse Neshats Spielfilmdebüt für seine aufgezeigten Bildwelten und handelte es als Mitfavorit auf den Hauptpreis. „Die Faszination des Films … entsteht aus der Ruhe, mit der die Regisseurin Gesichts- und Wüstenlandschaften ausleuchtet; mit der sie selbst Straßenschlachten so wunderschön arrangiert, als seien ihre Helden alle Schlafwandler, die auf vorgezeichneten Bahnen ihrer Wege ziehen“, so Wolfgang Höbel (Spiegel Online). Peter Zander (Die Welt) zog Bezüge zur Islamischen Revolution 1979: „Der Widerstand gegen ihn wird nun just zu einer Zeit gezeigt, als erstmals wieder Männer und Frauen im Iran für die Demokratie auf die Straße gehen. Erlebt wird auch hier die große Historie ganz aus dem Blickwinkel von vier Individuen.“ Denselben Bezug, jedoch kritischer, sah Anke Westphal (Berliner Morgenpost): „In dem Film wechseln traumartige Szenen mit Protestszenen. Der ständige ästhetische Bruch irritiert durchaus, überzeugt aber nicht immer, weil der gedankliche Zusammenhang dann doch zu simpel ist. Neshat geht es hier um die Vorzeichen der islamischen Revolution von 1979. Ihre Frauen sind Opfer – nun, das waren sie im Iran des Sommers 1953 wohl auch“, so Westphal.
Felicitas Kleiner vom film-dienst hob die aus den Bildwelten verdichteten eindrücklichen Porträts hervor, kritisierte aber, dass für Neshats Film „weniger mehr gewesen wäre“. „Die Aufarbeitung der politischen Umstände 1953 und die Skizzierung der diversen Restriktionen, denen die Frauen in der iranischen Gesellschaft ausgesetzt sind und die sich in ihre Körperbilder eingeschrieben haben, drohen sich dramaturgisch immer wieder in die Quere zu kommen; vieles muss angesichts der Menge der bearbeiteten Konfliktfelder nur Andeutung und Oberfläche bleiben“, so Kleiner. Der österreichische Standard zeigte sich von der Kamera Martin Gschlachts beeindruckt, rezensierte Neshats Regiearbeit aber als unentschiedenen Film, „der zwischen stilisiertem Ausstattungskino … und humanistischem Gewissenskino keine zwingende eigene Position einnimmt.“ Die Frauenbilder seien „zu unverbindlich in ihrer Modellhaftigkeit“, die Durchdringung von Individuum und historischer Situation sei zu schematisch, „als dass daraus eine tragfähige Konstruktion würde.“

## Auszeichnungen

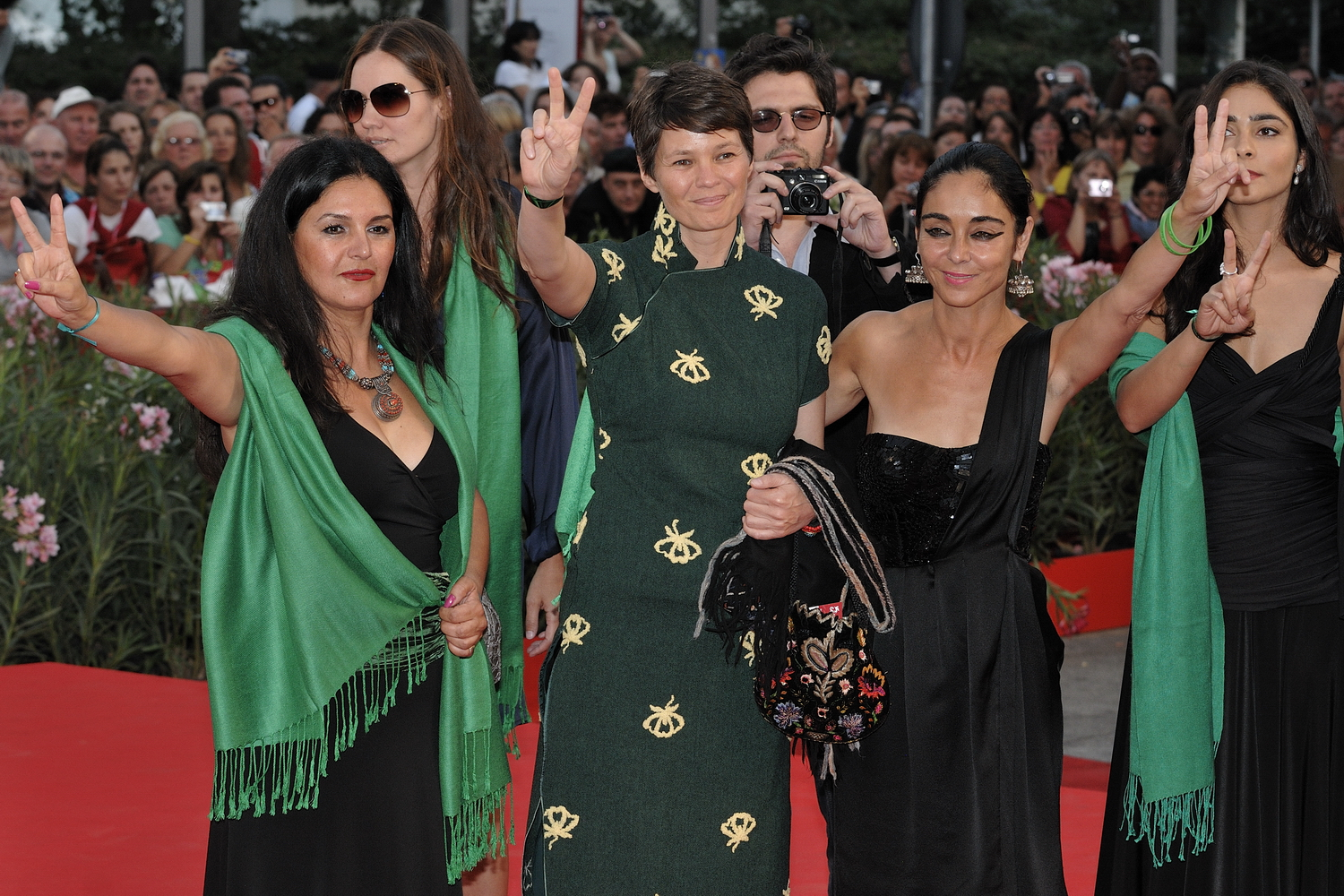
Das Team auf den Filmfestspielen von Venedig (2009)

Women Without Men erhielt 2009 eine Einladung in den Wettbewerb der Filmfestspiele von Venedig, wo Neshat mit ihrem Film um den Goldenen Löwen konkurrierte. Der Film musste sich dem israelischen Beitrag Lebanon von Samuel Maoz geschlagen geben, wurde jedoch mit der zweitwichtigsten Auszeichnung, dem Silbernen Löwen für die beste Regie, sowie dem Preis der UNICEF und dem Premio Mimmo Rotella bedacht. 2011 wurden beim Österreichischen Filmpreis Katharina Wöppermann für das beste Szenenbild und Martin Gschlacht für die beste Kamera in Women Without Men ausgezeichnet.